# Moldova-Sulița
Moldova-Sulița è un comune della Romania di 2 072 abitanti, ubicato nel distretto di Suceava, nella regione storica della Bucovina. 
Il comune è formato dall'unione di 2 villaggi: Benia e Moldova-Sulița.